# Carlos Molina
Pour les articles homonymes, voir Molina.
Carlos Molina est un boxeur mexicain né le 25 mai 1983 à Patzcuaro.

## Carrière
Passé professionnel en 2003, il devient champion d'Amérique du Nord NABO des super-welters en 2009 puis champion du monde IBF de la catégorie le 14 septembre 2013 après sa victoire aux points contre l'américain Ishe Smith au MGM Grand de Las Vegas. Molina perd son titre aux points dès le combat suivant le 11 octobre 2014 face à Cornelius Bundrage.